# مرج الاخضر غربی
مرج الاخضر غربی (به عربی: المرج الأخضر الغربی) یک روستا در سوریه است که در ناحیه مرکزی جسر الشغور واقع شده‌است. مرج الاخضر غربی ۳٬۴۶۴ نفر جمعیت دارد.